# Naevus suffuscus
Naevus suffuscus är en insektsart som beskrevs av Knight 1970. Naevus suffuscus ingår i släktet Naevus och familjen dvärgstritar. Inga underarter finns listade i Catalogue of Life.